# The Love Patient
The Love Patient je americký hraný film z roku 2011, který režíroval Michael Simon podle vlastního scénáře. Komedie pojednává o muži, který předstírá onemocnění rakovinou, aby získal zpět bývalého partnera. Snímek měl světovou premiéru dne 6. května 2011.

## Děj
Paul pracuje v reklamní agentuře a nemůže se ani po roce vyrovnat s rozchodem s Bradem, který je zároveň jeho kolegou v práci. Brad právě začal chodit s kolegou Tedem, bývalým bisexuálním modelem, který ve firmě dělá grafika. Vymyslí proto plán, jak Brada získat zpět. Paul pomůže svému dlouholetému kamarádovi Burtovi v jeho tíživé finanční situaci na rodinné klinice. A to pod podmínkou, že Paulovi diagnostikuje rakovinu plic a předepíše falešnou léčbu. Situace se nicméně vyvine trochu jinak, než jak Paul plánoval. Do domu se mu nastěhují rodiče i jeho sestra, aby mu pomáhali. Podvod vyjde záhy najevo a Brad se cítí podvedený. Přesto se rozhodne s Paulem zůstat. Ted se zamiluje do Paulovy sestry.

## Obsazení
| Benjamin Lutz   | Paul              |
| John Werskey    | Brad              |
| Jackson Palmer  | Ted               |
| Madison Gray    | Stephanie         |
| Mike Pfaff      | Dr. Burt Halper   |
| Laura Ulsh      | Esther            |
| John Kilpatrick | Walter            |
| Oto Brezina     | Dante             |
| Marc Raymond    | Miller            |
| Annette Remter  | Debra             |
| Sherena Rupan   | Sanjin            |
| Alicia Seymour  | Susan Halper      |
| Michael Simon   | Lowenthal         |
| Jerry TerHorst  | Gabe              |
| Aaron Farkas    | Jonathon          |
| Jeremy Herzig   | Billy             |
| Andrew Miller   | Jack              |
| Denis O'Mahoney | Dr. Halper starší |